# QRpedia

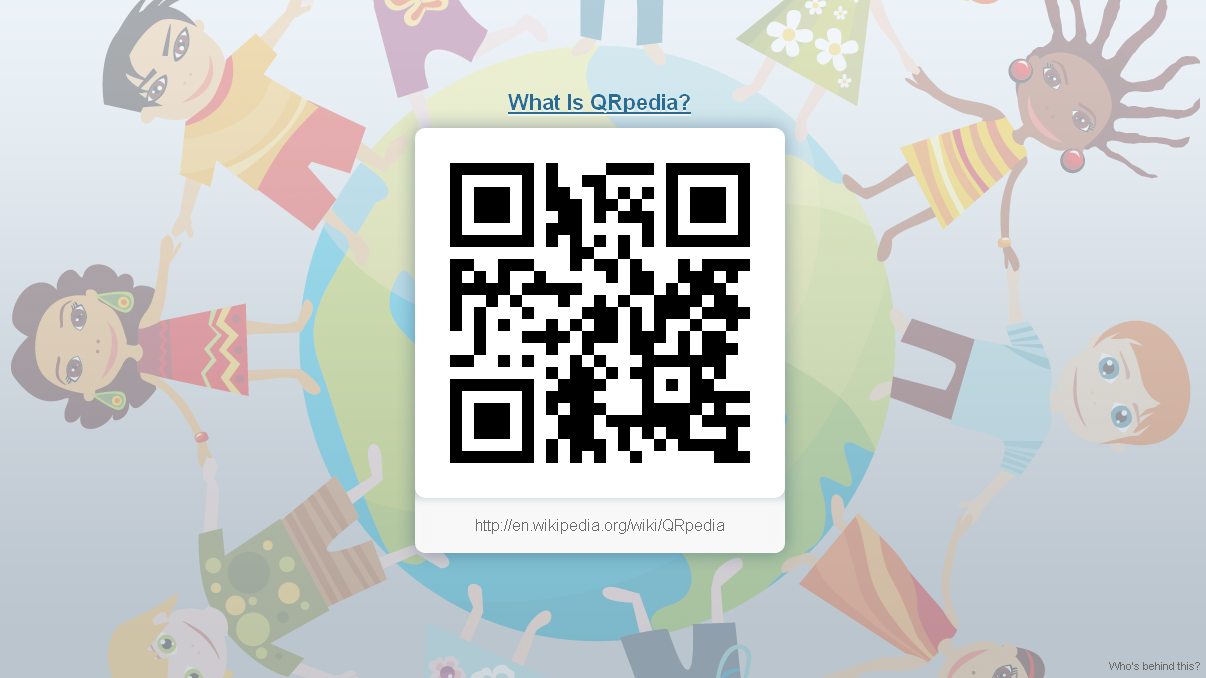
Screenshot van QRpedia-website dat een QR-code toont

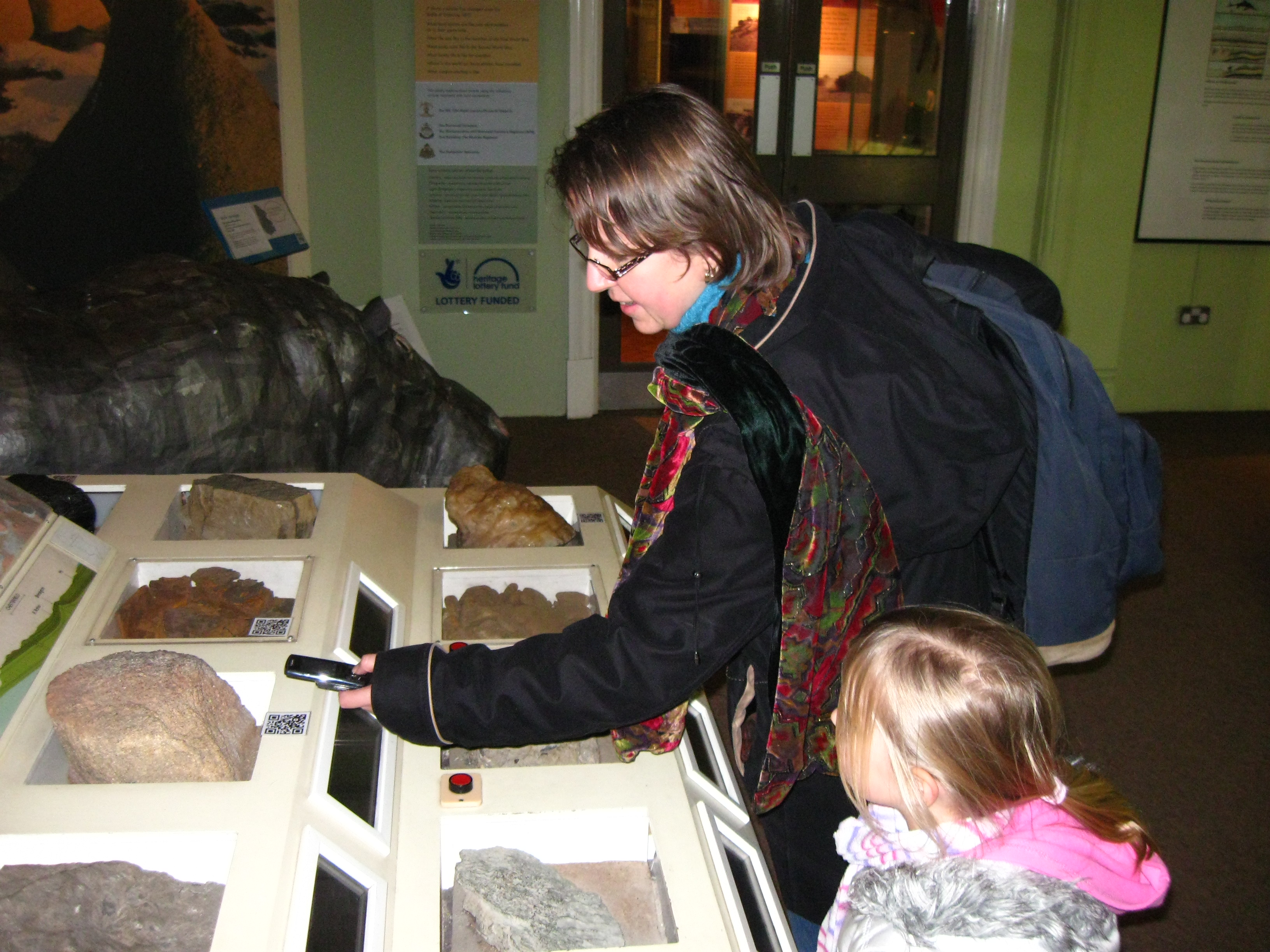
Bezoeker van het Derby Museum gebruikt een mobiele telefoon om een QR-code van QRpedia te scannen

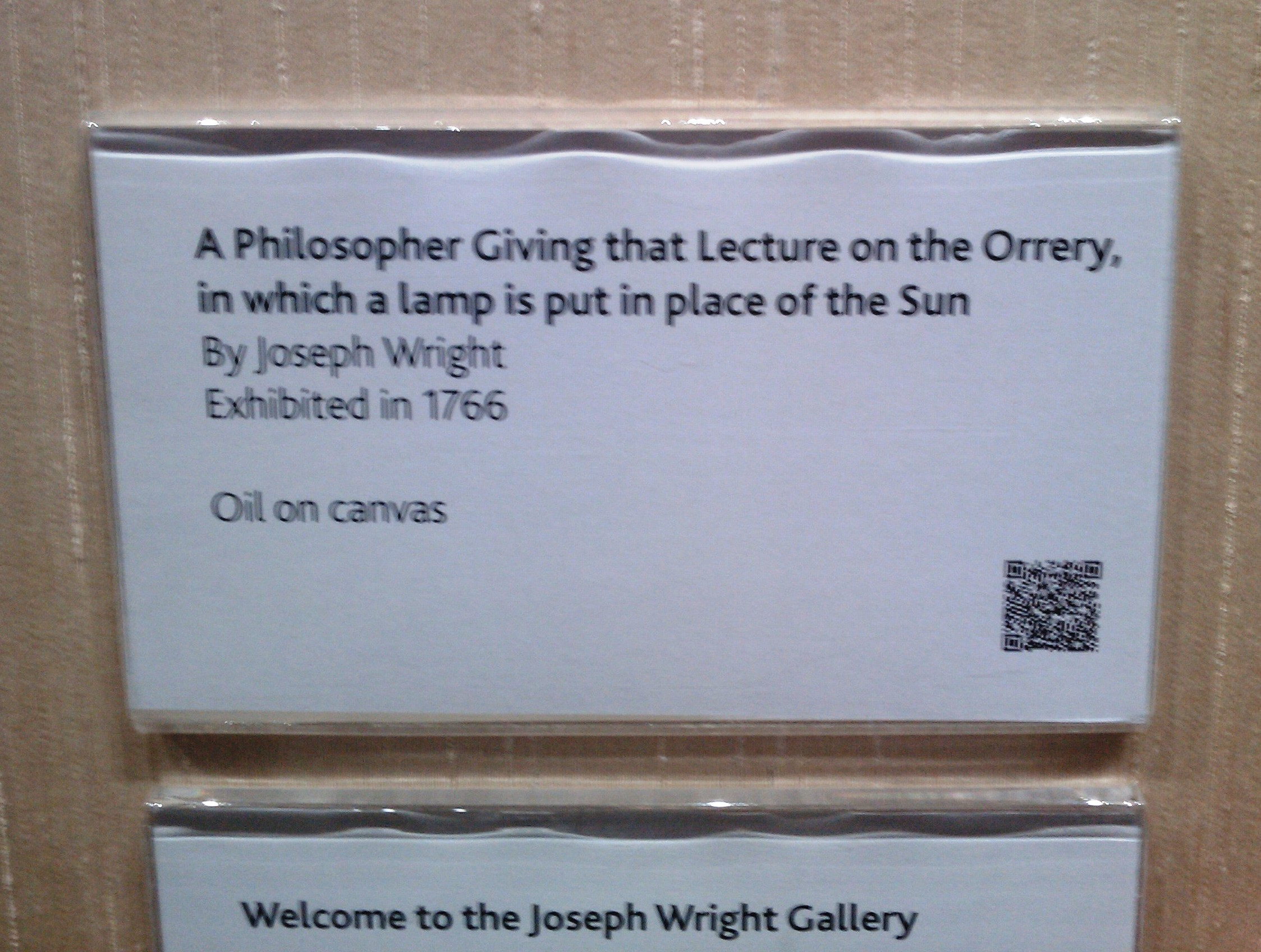
Een QRpedia-code voor het artikel ":en:A Philosopher Lecturing on the Orrery" in het Derby Museum. Het artikel was in augustus 2011 beschikbaar in 17 talen.

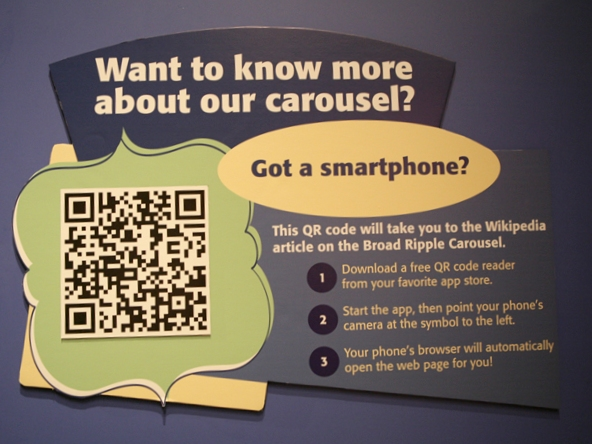
Label in het Children's Museum of Indianapolis dat een QRpedia-code gebruikt om bezoekers naar het Wikipedia artikel ":en:Broad Ripple Park Carousel" te leiden.

QRpedia is een op het mobiel internet gebaseerd systeem dat gebruikmaakt van QR-code om Wikipedia-artikelen te leveren aan gebruikers in hun voorkeurstaal. QR-codes die direct kunnen worden gelinkt aan iedere Uniform Resource Identifier (URI) kunnen eenvoudig worden gegenereerd, maar het QRpedia-systeem voegt meer functionaliteit toe. Het is sinds 2011 in gebruik bij instellingen, waaronder musea in het Verenigd Koninkrijk, de Verenigde Staten en Spanje. De broncode van het project is vrij herbruikbaar onder de MIT-licentie.

## Proces
Wanneer een gebruiker een QR-code van QRpedia scant op zijn of haar mobiele apparaat, decodeert het apparaat de QR-code naar een Uniform Resource Locator (URL), met gebruikmaking van de domeinnaam "qrwp.org", en waarvan het pad (laatste deel) de titel is van een Wikipedia-artikel, en stuurt een verzoek voor het artikel in de URL van de QRpedia-webserver. Het zendt ook de taalinstelling van het apparaat mee.
De QRpedia-server gebruikt dan de API van Wikipedia om te bepalen of er een versie van het opgegeven Wikipedia-artikel is in de taal die gebruikt wordt door het apparaat. Zo ja, dan zendt deze het artikel terug in een mobiel-vriendelijk formaat. Als er geen versie van het artikel beschikbaar in de gewenste taal, voert de QRpedia-server een zoekopdracht uit naar de titel van het artikel op Wikipedia in de desbetreffende taal, en geeft de resultaten.
Op deze manier kan een QR-code hetzelfde artikel in vele talen leveren, zelfs als de instelling (in dit voorbeeld het museum) niet in staat is om zijn eigen vertalingen te maken. QRpedia houdt ook gebruiksstatistieken bij.

## Oorsprong
QRpedia werd bedacht door Roger Bamkin, voorzitter van Wikimedia UK, en Terence Eden, een mobiel-internetconsultant. Het werd op 9 april 2011 onthuld bij het Backstage Pass-gebeuren bij het Derby Museum, onderdeel van de GLAM/Derby-samenwerking tussen het Derby Museum and Art Gallery en Wikipedia. De projectnaam is een porte-manteau die de initialen "QR" (Quick Response) van de QR-code en "pedia" van Wikipedia combineert.

## Implementatie
Hoewel het systeem van start ging in het Verenigd Koninkrijk, kan QRpedia worden gebruikt op elke locatie waar de telefoon van de gebruiker een dataverbinding heeft. Sinds september 2011 is het in gebruik bij:
- The Children's Museum of Indianapolis in Indianapolis, Verenigde Staten
- Derby Museum and Art Gallery in Derby, Engeland
- Fundació Joan Miró in Barcelona, Spanje
- The National Archives in Londen, Engeland
- Museum für Hamburgische Geschichte in Hamburg, Duitsland